# تفجيرات قطار ومحطة مرسيليا
في 31 ديسمبر 1983، انفجرت ثلاث قنابل في فرنسا، اثنتان في قطار فائق السرعة وأخرى في محطة مرسيليا سان شارل. أدت القنابل إلى مقتل خمسة أشخاص.
وكان القطار في الخدمة يحمل الركاب متجهًا إلى باريس. وقعت الانفجارات أثناء مرور القطار جنوب مدينة ليون. قُتل ثلاثة ركاب وأصيب حوالي 30 آخرين في الانفجار.  وتعرض القطار لأضرار جسيمة حيث انفجرت عربة الركاب رقم 3 إلى نصفين وعُثر على قطع من القطار على أسطح المباني على بعد مئات الأمتار. وتشير التقديرات إلى أن القنبلة تحتوي على 16 كيلوغراماً من المتفجرات.  وبعد حوالي 15 دقيقة انفجرت قنبلة زرعت في غرفة الأمتعة في محطة القطار في مرسيليا. قُتل شخصان في المحطة. 
أُتهم كارلوس الثعلب بهذا الهجوم الإرهابي بالإضافة إلى هجومين آخرين في عام 1982 (تفجير قطار الكابيتول وتفجير سيارة باريس في أبريل) في ديسمبر 2011. 